# Chrysalidinoidea
Chrysalidinoidea, previamente denominada Chrysalidinacea, es una superfamilia de foraminíferos bentónicos del suborden Textulariina y del orden Textulariida. Su rango cronoestratigráfico abarca desde el Bajociense (Jurásico medio) hasta la Actualidad.

## Clasificación
Chrysalidinoidea incluye a las siguientes familias:
- Familia Chrysalidinidae
- Familia Paravalvulinidae